# Parámetro

Parámetros de un prismatoide (las áreas A₁,A₂,A₃, y la altura h) que permiten determinar el volumen de un prismatoide cualquiera:

Un parámetro (del griego antiguo παρά, para: "al lado", "subsidiario"; y μέτρον, metron: "medir"), generalmente, es cualquier característica que pueda ayudar a definir o clasificar un sistema particular (es decir, un evento, proyecto, objeto, situación, etc.) Es decir, es un elemento de un sistema que es útil o crítico al identificar el sistema o al evaluar su rendimiento, estado, condición, etc.
También tiene significados más específicos dentro de varias disciplinas, incluyendo matemáticas, computación y programación de computadoras, ingeniería, estadística, lógica y lingüística. Dentro de estos campos, se debe mantener una distinción cuidadosa de los diferentes usos del término parámetro y de otros términos a menudo asociados con él, como argumento, propiedad, axioma, variable, función, o atributo.
El término figura en el Diccionario de Autoridades desde 1737.

## Modelización
Cuando un sistema se modela mediante ecuaciones, los valores que describen el sistema se denominan parámetros. Por ejemplo, en mecánica, las masas, las dimensiones y formas (para cuerpos sólidos), las densidades y las viscosidades (para fluidos), aparecen como parámetros en las ecuaciones de modelado de los movimientos. A menudo existen varias opciones para los parámetros, y elegir un conjunto conveniente de parámetros se llama parametrización. 
Por ejemplo, si se estuviera considerando el movimiento de un objeto en la superficie de una esfera mucho más grande que el objeto (por ejemplo, la Tierra), hay dos parametrizaciones de su posición comúnmente utilizadas: las coordenadas angulares (como latitud/longitud), que claramente describen grandes movimientos a lo largo de los círculos en la esfera; y la distancia direccional desde un punto conocido (por ejemplo, "10 km NO de Toronto" o equivalentemente "8 km hacia el norte y luego 6 km hacia el oeste, desde Toronto"), que a menudo son más simples para movimientos confinados a un área (relativamente) pequeña, como dentro de un país o región en particular. Dichas parametrizaciones también son relevantes para la modelización de áreas geográficas (es decir, para el dibujo de mapas). 

## Funciones matemáticas
Las funciones matemáticas tienen uno o más argumentos asociados a la definición de variables. Una definición de función también puede contener parámetros, pero a diferencia de las variables, los parámetros no se enumeran entre los argumentos que toma la función. Cuando los parámetros están presentes, la definición en realidad define una familia completa de funciones, una para cada conjunto válido de valores de los parámetros. Por ejemplo, se podría definir una función cuadrática general declarando 
{\displaystyle f(x)=ax^{2}+bx+c} ;
Aquí, la variable x designa el argumento de la función, pero a, b, y c son parámetros que determinan qué función particular cuadrática se está considerando. Se podría incorporar un parámetro al nombre de la función para indicar su dependencia del parámetro. Por ejemplo, se puede definir el logaritmo de base b mediante la fórmula 
{\displaystyle \log _{b}(x)={\frac {\log(x)}{\log(b)}}}
donde b es un parámetro que indica qué función logarítmica se está utilizando. No es un argumento de la función y, por ejemplo, será una constante al considerar la derivada {\displaystyle \textstyle \log _{b}'(x)=(x\ln(b))^{-1}}. 
En algunas situaciones informales es una cuestión de convención (o devenir histórico) si algunos o todos los símbolos en una definición de una función se denominan parámetros. Sin embargo, cambiar el estado de los símbolos entre parámetro y variable cambia la función como objeto matemático. Por ejemplo, la notación para el factorial descendente
{\displaystyle n^{\underline {k}}=n(n-1)(n-2)\cdots (n-k+1)} ,
define una función polinómica de n (cuando k se considera un parámetro), pero no es una función polinómica de k (cuando n se considera un parámetro). De hecho, en el último caso, solo se define para argumentos enteros no negativos. Las presentaciones más formales de tales situaciones generalmente comienzan con una función de varias variables (incluidas todas aquellas que a veces se denominan "parámetros") como 
{\displaystyle (n,k)\mapsto n^{\underline {k}}}
como el objeto más fundamental que se está considerando, para luego definir funciones con menos variables a partir de la principal mediante currificación. 
A veces es útil considerar todas las funciones con ciertos parámetros como familia paramétrica, es decir, como una familia indexada de funciones. Ejemplos en la teoría de la probabilidad se dan más adelante. 

### Ejemplos
- En una sección sobre palabras mal utilizadas con frecuencia en su libro The Writer's Art, James J. Kilpatrick citó una carta de un corresponsal, dando ejemplos para ilustrar el uso correcto de la palabra parámetro:

WM Woods ... un matemático ... escribe ... "... una variable es una de las muchas cosas que un parámetro no es". ... La variable dependiente, la velocidad del automóvil, depende de la variable independiente, la posición del pedal del acelerador.

[Kilpatrick citando a Woods] "Ahora ... los ingenieros ... cambian los brazos del accionamiento de la palanca ... la velocidad del automóvil ... aún dependerá de la posición del pedal ... pero en una ... manera diferente. Has cambiado un parámetro"

- Un ecualizador paramétrico es un filtro de audio que permite que un control establezca la frecuencia de corte o realce máximos, y el tamaño del corte o del realce. Estos ajustes, el nivel de la frecuencia del pico o del valle, son dos de los parámetros de una curva de respuesta de frecuencia, y en un ecualizador de dos controles describen completamente la curva. Los ecualizadores paramétricos más elaborados pueden permitir que se varíen otros parámetros, como el sesgo. Cada uno de estos parámetros describe algún aspecto de la curva de respuesta vista en su conjunto, en todas las frecuencias. Un ecualizador gráfico proporciona controles de nivel individuales para varias bandas de frecuencia, cada una de las cuales actúa solo en esa banda de frecuencia en particular.
- Si se imagina la gráfica de la relación y = ax2, normalmente se visualiza un rango de valores de x, pero solo un valor de a. Por supuesto, se puede usar un valor diferente de a, generando una relación diferente entre x e y. Por lo tanto, a es un parámetro: es menos variable que las variables x o y, pero no es una constante explícita como el exponente 2. Más precisamente, cambiar el parámetro (a) genera un problema diferente (aunque relacionado), mientras que las variaciones de las variables x e y (y su interrelación) son parte del problema en sí.
- Al calcular el ingreso basado en el salario y las horas trabajadas (el ingreso es igual al salario multiplicado por las horas trabajadas), generalmente se supone que el número de horas trabajadas se cambia fácilmente, pero el salario es más estático. Esto hace que el salario sea un parámetro, las horas trabajadas una variable independiente y el ingreso una variable dependiente.

### Modelos matemáticos
En el contexto de un modelo matemático, como una distribución de probabilidad, Bard describió la distinción entre variables y parámetros de la siguiente manera: 
Nos referimos a las relaciones que supuestamente describen una determinada situación física, como un modelo. Por lo general, un modelo consta de una o más ecuaciones. Las cantidades que aparecen en las ecuaciones las clasificamos en variables y parámetros. La distinción entre estos no siempre es clara, y con frecuencia depende del contexto en el que aparecen las variables. Por lo general, un modelo está diseñado para explicar las relaciones que existen entre cantidades que pueden medirse independientemente en un experimento (las variables del modelo). Sin embargo, para formular estas relaciones, con frecuencia se introducen "constantes" que representan las propiedades inherentes de la naturaleza (o de los materiales y equipos utilizados en un experimento dado). Estos son los parámetros.

### Geometría analítica
En geometría analítica, las curvas a menudo se dan como la imagen de alguna función. El argumento de la función se llama invariablemente "el parámetro". Un círculo de radio 1 centrado en el origen se puede especificar en más de una forma: 
- Forma implícita, la curva incluye todos los  (x, y) que satisfacen la relación

{\displaystyle x^{2}+y^{2}=1}
- Forma paramétrica, la curva incluye todos los puntos (cos (t), sin (t)), cuando t varía sobre algún conjunto de valores, como [0, 2π) o (-∞, ∞)

{\displaystyle (x,y)=(\cos \;t,\sin \;t)}
donde t es el parámetro.
Por lo tanto, estas ecuaciones, que podrían llamarse funciones en otros lugares, están en geometría analítica caracterizadas como ecuaciones paramétricas y las variables independientes se consideran parámetros.

### Análisis matemático
En el análisis matemático, a menudo se consideran integrales que dependen de un parámetro. Estas son de la forma 
{\displaystyle F(t)=\int _{x_{0}(t)}^{x_{1}(t)}f(x;t)\,dx.}
En esta fórmula, t es a la vez el argumento de la función F, y en el lado derecho el parámetro del que depende la integral. Al evaluar la integral, t se mantiene constante, por lo que se considera un parámetro. Si se quiere conocer el valor de F para diferentes valores de t, entonces se debe considerar que t es una variable. La cantidad x es una variable ficticia o una variable de integración (de manera confusa, a veces también llamada parámetro de integración). 

### Estadísticas y econometría
En estadística y econometría, el marco de probabilidad anterior aún se mantiene, pero la atención se desplaza hacia la estimación de los parámetros de una distribución basada en datos observados, o para probar hipótesis sobre ellos. En la inferencia frecuentista, los parámetros se consideran "fijos pero desconocidos", mientras que en la estimación bayesiana se tratan como variables aleatorias, y su incertidumbre se describe como una distribución. 
En la teoría de la estimación estadística, los términos "estadística" o estimador hacen referencia a muestras, mientras que "parámetro" o estimando se refieren a las poblaciones de donde se toman las muestras. Una estadística es una característica numérica de una muestra que se puede usar como una estimación del parámetro correspondiente, la característica numérica de la población de la que se extrajo la muestra. 
Por ejemplo, la muestra promedio (estimador), denotada {\displaystyle {\overline {X}}}, se puede utilizar como una estimación del parámetro medio (estimado), denotado μ, de la población de la que se extrajo la muestra. De manera similar, la varianza de la muestra (estimador), denotada S2, puede usarse para estimar el parámetro de varianza (estimado), denotado σ2, de la población de la cual se extrajo la muestra.(aunque debe tenerse en cuenta que la desviación estándar de la muestra (S) no es una estimación imparcial de la desviación estándar de la población (σ): consúltese el artículo dedicado a laestimación imparcial de la desviación estándar). 
Es posible hacer inferencias estadísticas sin suponer una familia paramétrica particular de distribuciones de probabilidad. En ese caso, se habla de estadísticas no paramétricas en oposición a las estadísticas paramétricas que se acaban de describir.  Por ejemplo, una prueba basada en el coeficiente de correlación de rango de Spearman se llamaría no paramétrica, ya que la estadística se calcula a partir del orden de rango de los datos sin tener en cuenta sus valores reales (y, por lo tanto, independientemente de la distribución de la que se muestrearon), mientras que los basados en el coeficiente de correlación momento-producto de Pearson son pruebas paramétricas, ya que se calcula directamente a partir de los valores de los datos y, por lo tanto, estima el parámetro conocido como una correlación de la población.

### Teoría de probabilidad

Todas estas trazas representan distribuciones de Poisson, pero con valores diferentes para el parámetro λ

En la teoría de la probabilidad, se puede describir la distribución de una variable aleatoria como perteneciente a una familia de distribuciones de probabilidad, distinguidas entre sí por los valores de un número finito de parámetros. Por ejemplo, se habla de "una distribución de Poisson con valor medio λ". La función que define la distribución (la función de masa de probabilidad) es: 
{\displaystyle f(k;\lambda )={\frac {e^{-\lambda }\lambda ^{k}}{k!}}.}
Este ejemplo ilustra muy bien la distinción entre constantes, parámetros y variables. Aquí, e es el número de Euler, una constante matemática fundamental. El parámetro λ es el número medio de observaciones de algún fenómeno en cuestión, una propiedad característica del sistema. k es una variable, en este caso el número de ocurrencias del fenómeno realmente observado a partir de una muestra particular. Si se quiere saber la probabilidad de observar k1 ocurrencias, se conecta a la función para obtener {\displaystyle f(k_{1};\lambda )}. Sin alterar el sistema, es posible tomar múltiples muestras, que tendrán un rango de valores de k, pero el sistema siempre se caracteriza por el mismo λ. 
Por ejemplo, supóngase que se tiene una muestra radiactiva que emite, en promedio, cinco partículas cada diez minutos, se toman medidas de cuántas partículas emite la muestra durante períodos de diez minutos. Las mediciones exhiben diferentes valores de k, y si la muestra se comporta de acuerdo con las estadísticas de Poisson, entonces cada valor de k aparecerá en una proporción dada por la función de masa de probabilidad anterior. Sin embargo, de medición en medición, λ permanece constante en 5. Si no se modifica el sistema, entonces el parámetro λ no cambia de una medición a otra; si, por otro lado, se modula el sistema reemplazando la muestra por una más radiactiva, entonces el parámetro λ aumentaría. 
Otra distribución común es la distribución normal, que tiene como parámetros la media μ y la varianza σ². 
En estos ejemplos anteriores, las distribuciones de las variables aleatorias están completamente especificadas por el tipo de distribución, es decir Poisson o normal, y los valores de los parámetros, es decir, la media y la varianza. En tal caso, se tiene una distribución parametrizada.
Es posible utilizar la secuencia de momentos (media, media cuadrática,...) o acumulados (media, varianza,...) como parámetros para una distribución de probabilidad (véase parámetros estadísticos).

## Informática
En informática, un parámetro se define como "una referencia o valor que se pasa a una función, procedimiento, subrutina, comando o programa". Por ejemplo, el nombre de un archivo (un parámetro) se pasa a un programa de computadora, que luego realiza una función específica; es decir, a un programa se le puede pasar el nombre de un archivo con el que se realizará una función específica. 

## Programación de computadoras
En la programación de computadoras se utilizan normalmente dos nociones de parámetro, y se conocen como parámetros y argumentos, o más formalmente como parámetros formales y parámetro reales. 
Por ejemplo, en la definición de una función como 
y = f ( x ) = x + 2,
x es el parámetro formal (el parámetro) de la función definida. 
Cuando la función se evalúa para un valor dado, como en 
f(3): or, y = f (3) = 3 + 2 = 5,
3 es el parámetro real (el argumento) para la evaluación por la función definida. Es un valor dado (valor real) que se sustituye por el parámetro formal de la función definida. En el uso habitual, los términos parámetro y argumento podrían intercambiarse inadvertidamente y, por lo tanto, usarse incorrectamente. 
Estos conceptos se discuten de manera más precisa en la programación funcional y sus disciplinas fundamentales, cálculo lambda y lógica combinatoria. La terminología varía entre idiomas; algunos lenguajes de computadora, como C, definen parámetros y argumentos como se indica aquí, mientras que el lenguaje de programación Eiffel usa una convención alternativa. 

## Ingeniería
En ingeniería (especialmente en la adquisición de datos), el término parámetro a veces se refiere libremente a un elemento medido individualmente. Este uso no es consistente, ya que a veces el término canal se refiere a un elemento medido individualmente, con parámetros que se refieren a la información de configuración sobre ese canal. 
"Hablando en general, las propiedades son aquellas cantidades físicas que describen directamente los atributos físicos del sistema; y los parámetros son aquellas combinaciones de las propiedades que son suficientes para determinar la respuesta del sistema. Las propiedades pueden tener todo tipo de dimensiones, dependiendo del sistema considerado; los parámetros son adimensionales o tienen la dimensión del tiempo o son recíprocos".
Sin embargo, el término también se puede usar en contextos de ingeniería, ya que generalmente se ustiliza en las ciencias físicas.

## Ciencia medioambiental
En ciencias ambientales y particularmente en química y microbiología, se utiliza un parámetro para describir una entidad química o microbiológica discreta a la que se le puede asignar un valor: comúnmente una concentración, pero también puede ser una entidad lógica (presente o ausente), un resultado estadístico como un valor ile del 95% o, en algunos casos, un valor subjetivo.

## Lingüística
Dentro de la lingüística, la palabra "parámetro" se usa casi exclusivamente para denotar un interruptor binario en una gramática universal dentro de un marco de principios y parámetros.

## Lógica
En lógica, los parámetros pasados a (u operados por) un predicado abierto son llamados parámetros por algunos autores (por ejemplo, Prawitz, "Deducción natural"; Paulson, "Diseñando un probador de teoremas"). Los parámetros definidos localmente dentro del predicado se denominan variables. Esta distinción adicional vale la pena cuando se define la sustitución (sin esta distinción se debe hacer una provisión especial para evitar la captura de variables). Otros (quizás la mayoría) simplemente llaman parámetros pasados a (u operados por) variables de predicado abiertas, y al definir la sustitución tienen que distinguir entre variables libres y variables ligadas.

## Música
En la teoría de la música, un parámetro denota un elemento que puede ser manipulado (compuesto), por separado de los otros elementos. El término se usa particularmente para tono, volumen, duración y timbre, aunque los teóricos o compositores a veces han considerado otros aspectos musicales como parámetros. El término se usa particularmente en la música en serie, donde cada parámetro puede seguir algunas series específicas. Paul Lansky y George Perle criticaron la extensión de la palabra "parámetro" a este sentido, ya que no está estrechamente relacionado con su sentido matemático, pero sigue siendo común. El término también es común en la producción musical, ya que las funciones de las unidades de procesamiento de audio (como el ataque, liberación, relación, umbral y otras variables en un compresor) se definen mediante parámetros específicos del tipo de unidad (compresor, ecualizador, retraso, etc.)

## Fotografía
En la fotografía se conoce como parámetro aquel grupo de características que componen una fotografía, cuando se habla de fotografía mediante el modo manual se pueden modificar esos parámetros con el fin de lograr un objetivo específico. 